# Michel Thompson
Pour les articles homonymes, voir Thompson.
 (mars 2016).
Warwick Michel Thompson, né le 12 janvier 1921 à Fontenay-aux-Roses et mort le 9 août 2007 à Paris 15e, est un peintre français.

## Biographie
Michel Thompson est né de mère française et de père américain.
Ayant passé un concours pour être météorologiste, il passe deux ans à Lyon puis rentre à Paris en 1942, désire devenir pianiste mais en abandonne l'idée et, pour subsister, exerce différents métiers. Réalisant des aquarelles qu'il vend bien en faisant du porte à porte, il fréquente en 1944 l'Académie de la Grande Chaumière et se lie notamment avec Paul Rebeyrolle et Bernard Buffet. En 1945, il expose pour la première fois au Salon des Indépendants.
Exposant à partir 1946 à la galerie Maeght, Michel Thompson est membre fondateur du groupe L’Homme témoin en 1948 avec Bernard Lorjou, Yvonne Mottet, Bernard Buffet, Paul Rebeyrolle, André Minaux et Simone Dat. Ce mouvement prônait le retour aux réalités concrètes de l’existence : « Notre peinture est résolument figurative et s’oppose nettement au courant à la mode qui est la peinture abstraite » professe ainsi le critique d'art Jean Bouret au nom de ces artistes dans le Manifeste de l'homme témoin. il considère que message du peintre (le « beau », le « sacré ») existe dans les choses les plus simples de notre quotidien.
En juin 1952, il est retenu avec Paul Aïzpiri, André Minaux, Paul Rebeyrolle par Raymond Cogniat pour participer à la Biennale de Venise.
Michel Thompson expose ses œuvres au Salon de la jeune peinture de 1950 à 1961 (c'est sous la présidence de Pierre Descargues, avec pour vice-présidents Paul Rebeyrolle et Gaëtan de Rosnay, qu'il est, aux côtés de Paul Aïzpiri, Bernard Buffet, Paul Collomb, Michel de Gallard, Pierre Garcia-Fons, Daniel du Janerand, Jean Jansem, Mireille Miailhe, Michel Patrix et Raoul Pradier, membre du comité qui le 3 mars 1953 fonde l'Association dite de la Jeune Peinture) ainsi qu'à l'exposition La Nouvelle Vague (avec François Heaulmé, Paul Rebeyrolle et Jean Pollet) à la galerie Framond en 1955.
En 1968, Michel Thompson entre dans une grande période d’incertitude et ne reprend réellement son œuvre que quelques années plus tard. Il travaille alors sur la matière et la simplification des formes et réduit la réalité à des géométries rectilignes.

## Réception critique
M.-T. Maugis, dans Arts de juin 1957, écrit : « On peut trouver sans doute que les toiles de Thompson sont trop graphiques, mais c'est justement ce qui en fait son métier. En effet, il arrive à substituer à la perspective traditionnelle, au modelé et sans le recours à un quelconque symbolisme de couleurs, un art qui, par le seul rapport des surfaces et des lignes colorées suggère à la fois l'espace et l'atmosphère. ».

## Collections publiques
- Musée de Blois : Scène d'intérieur, huile sur toile, 1949 ;
- Musée d'art Roger-Quilliot, Clermont-Ferrand : Femme à sa toilette, huile sur toile, 1951 ;
- Musée d'art moderne de la ville de Paris : Nature morte à la casserole, huile sur toile, 1960 ;
- Musée d'art et d'histoire de Saint-Denis : Le train, huile sur toile, 1956 ;
- Musée de Villeneuve-sur-Lot : Portrait de Claudine aux oranges, huile sur toile, 1949.